# Giovita Scalvini
Giovita Scalvini (Botticino, 16 marzo 1791 – Brescia, 22 gennaio 1843) è stato uno scrittore, poeta e patriota italiano.

## Biografia
Di stirpe borghese ma di famiglia decaduta, Giovita Scalvini manifestò da cattolico idee liberali. Il padre Alessandro aveva prestato servizio militare sotto le insegne francesi e, per tre anni, a favore dell'indipendenza americana: in quell'occasione conobbe George Washington e fu tra i primi a entrare nella liberata Yorktown. Fatto ritorno in Italia, Alessandro sposò la bresciana Faustina Da Ponteper,  da cui ebbe Giovita.
Giovita Scalvini fece parte, assieme al Foscolo e ad altri intellettuali di spicco, della redazione del periodico Biblioteca Italiana, di cui fu anche segretario. Le sue inclinazioni liberali lo spinsero verso Il Conciliatore, una scelta che lo accomunò ad altri intellettuali dell'epoca, Giovanni Berchet, Silvio Pellico, Ludovico di Breme ed Ermes Visconti, pionieri del Romanticismo italiano.
Una compromettente lettera destinata a Giovanni Arrivabene, svelò alla polizia austriaca il suo coinvolgimento personale nei fermenti rivoluzionari del 1820-21. Caduto così nel mirino della repressione poliziesca, dopo l'arresto di Federico Confalonieri fu per molti anni esule in Europa, accolto, con Giovanni Arrivabene e Camillo Ugoni, a Ginevra, Parigi (ove frequentò tra gli altri Giovanni Stefani, esule volontario), Londra, e quindi a Gaasbeek, in Belgio, ospite della famiglia Arconati. Poté far ritorno in Italia solo nel 1839, grazie al beneficio di un'amnistia, ma con la salute ormai minata dalla tisi che ne avrebbe decretato il declino fisico e la morte in pochi anni.
Nel breve soggiorno svizzero, avvenuto nell'anno 1822, incontrò educatori ed eruditi (Johann Caspar von Orelli, Philipp Emanuel von Fellenberg, Grégoire Girard, Charles Monnard, Johann Heinrich Pestalozzi, Jean Charles Léonard Simonde de Sismondi).

## Opera letteraria
Come letterato e poeta, la sua vena creativa fu sospesa fra Romanticismo e Classicismo, risentendo dell'influsso letterario di Ugo Foscolo del quale fu amico e con cui intrattenne a Milano un rapporto culturale.
Compose alcuni poemi, L'esule e L'ultimo carme, ispirati alle proprie traversie di uomo e patriota. Fu anche autore di opere critiche sulla letteratura italiana e straniera. Tra queste opere, vi sono Dei Promessi Sposi di Alessandro Manzoni (pubblicato a Lugano dalla tipografia Ruggia nel 1831, la cui stesura risale agli anni dell'esilio), e Considerazioni morali sull'Ortis (uscita in edizione postuma).
Di tutta la sua opera, che rivela un'importante ma isolata figura di critico e letterato, nulla fu pubblicato in Italia in vita.
Bisognò attendere il 1860 perché i suoi manoscritti, affidati a Niccolò Tommaseo, vedessero la luce. Furono pubblicati in opere a stampa che il curatore, per ragioni di opportunità politica, emendò di talune asprezze polemiche rivolte contro patrioti, tra cui il Confalonieri, o contro la Chiesa cattolica. 
Nel 1961 il suo poemetto L'esule ha ricevuto un'edizione critica curata dall'italianista belga Robert van Nuffel, per Arnaldo Forni editore, e recante titolo Il fuoruscito, ripreso da quello dell'ultima revisione del manoscritto autografo.
Fu vicino all'idealismo schellinghiano; ciò influì sulla sua concezione dell'arte che intese come «imitazione di un mondo di realtà non contingenti, simbolo di idee eterne, rivelazione dell'infinito».

### Traduzioni
Oltre che autore fu anche traduttore: a lui si deve la pubblicazione, nel 1835, della prima traduzione italiana della prima parte del Faust di Goethe, opera che Scalvini per primo contribuì a diffondere e far apprezzare in Italia.

### Opere
- Scritti, 1860 (curatore Niccolò Tommaseo)
- Dei promessi sposi di Alessandro Manzoni, 1831
- Considerazioni morali sull'Ortis, postumo

Poemi
(entrambi pubblicati postumi nel 1860, a cura di Niccolò Tommaseo)
- L'esule (o Il fuoriuscito)
- L'ultimo carme
  - Il fuoruscito, edizione critica a cura di Robert O. J. van Nuffel, Arnaldo Forni editore, 1961